# Лодеон, Фредерик
Фредери́к Лодео́н (фр. Frédéric Lodéon; род. 26 января 1952 года, Париж) — французский виолончелист, дирижёр и радиоведущий.
Начал учиться музыке в музыкальной школе городка Сент-Омер, которой заведовал его отец. Затем закончил Парижскую консерваторию (1969), ученик Андре Наварра и Жана Юбо. В 1977 г. разделил с Луисом Кларетом первую премию первого Международного конкурса виолончелистов Мстислава Ростроповича.
Как инструменталист гастролировал в Швейцарии, Чехословакии, США и др., записал (главным образом с дирижёром Шарлем Дютуа) концерт Антонио Вивальди, Луиджи Боккерини, Йозефа Гайдна, Роберта Шумана и Эдуара Лало, ряд камерных сочинений. В 1990-е гг. выступал также как дирижёр.
С 1992 г. является автором и ведущим выходящей на радиостанции France Inter программы о классической музыке под названием «Площадь Лодеона» (фр. Carrefour de Lodéon; звучит так же, как фр. Carrefour de l'Odéon — Площадь Одеона, расположенная в Париже у знаменитого театра Одеон). Программа считается одной из лучших в истории французского радиовещания, а Лодеон был удостоен в 2001 г. премии лучшему радиоведущему. Кроме того, с 2002 г. Лодеон является ведущим церемонии вручения ежегодных французских премий в области классической музыки «Виктуар де ля мюзик».